# Jürgen Evers
Jürgen Evers, född den 29 april 1964 i Stuttgart, är en tysk före detta friidrottare som tävlade i kortdistanslöpning.
Evers främsta merit kom vid EM på hemmaplan i Stuttgart 1986 då han blev silvermedaljör efter sovjets Vladimir Krilov på 200 meter. Han ingick vidare i de västtyska stafettlagen på 4 x 100 meter både vid VM 1983 och vid Olympiska sommarspelen 1984. Lagen var båda gångerna i final utan att bli medaljörer.

## Personliga rekord
- 200 meter - 20,37 från 1983